# Drug Enforcement Administration
La Drug Enforcement Administration (DEA) és una agència federal del Departament de Justícia dels Estats Units que combat el contraban de droga dins i fora dels Estats Units. Als EUA treballa coordinadament amb l'FBI.

## Història i mandat

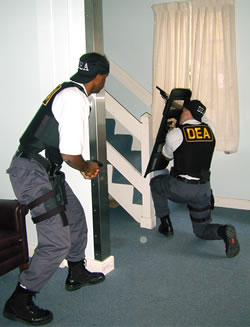
Dos agents de la DEA fent exercicis

La Drug Enforcement Administration va ser establerta l'1 de juliol de 1973, pel Pla de Reorganització Núm. 2 de 1973, signat per President Richard Nixon el 28 de març de 1973. Proposava la creació d'una única agència federal per fer complir les lleis federals sobre droga així com per consolidar i coordinar les activitats de control de droga del govern. El Congrés acceptava la proposta, com eren concerned amb el creixement de drogues. Com a resultat, el Bureau of Narcotics and Dangerous Drugs (BNDD), l'Office of Drug Abuse Law Enforcement (ODALE), i unes altres oficines Federals es van fusionar per crear el DEA.
Des dels primers anys 1970, l'oficina central Dea estava situada a 1405 I Street NW al cèntric Washington DC. Amb el creixement global de l'agència durant els anys 1980 (a causa de l'increment dels esforços per l'aplicació de la llei) i un creixement del personal de l'oficina central, la DEA va començar a buscar una oficina central nova; es va considerar localitzacions a Arkansas, Mississipi, i diverses bases militars abandonades per tots els EUA. Tanmateix, l'aleshores Procurador General Edwin Meese determinava que l'oficina central havia d'estar ser situada a proa de l'oficina del Procurador General. Així, el 1989, l'oficina central es va reubicar al 600-700 Drive a Pentagon City, Arlington, Virginia, prop de l'estació de Metro del mateix nom.
El 19 d'abril de 1995, Timothy Mcveigh va atacar l'Edifici Federal Alfred P. Murrah a Oklahoma City perquè obria oficines regionals pel FBI, l'ATF, i la DEA, tots els quals havien rebut atacs que veia com intrusions injustificades sobre els drets de la gent; aquest atac va fer dos morts de la DEA, un membre del destacament especial, i dos contractistes. Posteriorment, el complex central de la DEA es va classificar com a instal·lació de Nivell IV, que significa que era considerat un objectiu d'alt risc per atacs terroristes. Les mesures de Seguretat inclouen blindatges d'acer per reforçar la distància de seguretat de l'edifici, detectors de metalls, i estacions de vigilància.
El 1999, la DEA obria el Museu de l'organisme contra la de Droga a Arlington, Virginia. El febrer de 2003, la DEA establia un Laboratori de proves digitals a la seva Oficina de Ciències Forenses.

## Organització
La DEA és encapçalada per un Administrador de l'organisme anti-Droga nomenat pel President dels Estats Units i confirmada pel Senat dels Estats Units. L'Administrador reporta al Procurador General a través del Diputat Procurador General. L'Administrador és ajudat per un Representant Administrador, el Cap d'Operacions, el Cap Inspector i tres ajudants administradors (pel Suport d'Operacions, Intel·ligència, i Recursos Humans). L'staff inclou el Director Financer i el Conseller Principal. L'Administrador i el Representant Administrador són l'únic personal de la DEA nomenat pel President; tots els altres oficials de la DEA són empleats governamentals de carrera. L'oficina central de la DEA està situada a Arlington, Virginia a l'altre costat del Pentàgon. Manté la seva pròpia Acadèmia localitzada a la base del Cos de Marines dels Estats Units a Quantico, Virginia al costat de l'Acadèmia de l'FBI. Manté 21 divisions de camp als EUA amb 227 oficines i 86 oficines estrangeres a 62 països. Amb un pressupost que excedeix els 2.415 milions de dòlars, la DEA té més de 10.800 empleats, incloent-hi 5.500 Agents Especials.
Els sol·licitants de feina que tenen antecedents per consum de droga són exclosos. La investigació normalment inclou una prova poligràfic per agents especials, i pels especialistes d'intel·ligència.
Si es troben sol·licitants que hagin experimentat o fet servir narcòtics o drogues perilloses, excepte per prescripció mèdica, no seran considerats per a la feina amb la DEA. Les excepcions a aquesta política es poden fer perquè els sol·licitants que ho admeten limitaven l'ús en la seva joventut amb cànnabis. Es consideraven aquelles sol·licituds si no hi ha cap prova d'ús regular, confirmat i la investigació de fons és favorable.
La posició relativament ferma de la DEA sobre aquest assumpte contrasta amb la de l'Federal Bureau of Investigation, que, el 2005, va considerar relaxar la seva política sobre l'ús individual de droga.
La Divisió d'Aviació de la DEA o Office of Aviation Operations (OA) (anteriorment Secció d'Aviació) és una divisió aerotransportada amb base a l'Aeroport de Fort Worth Alliance, Texas. La flota d'OA actual consta de 106 aeronaus i 124 pilots.

### Equips mòbils
Els Equips mòbils o Mobile Enforcement Teams (METs) són brigades especialitzades dissenyades com un servei de suport dedicat a atacar i desmantellar tràfic de droga i violència urbana en cooperació amb autoritats locals. METs estan arreu dels Estats Units en les 21 divisions de camp de DEA. Sovint centren els seus esforços en el món rural i algunes àrees urbanes més petites que són deficients en els recursos legals per combatre bandes organitzades.

### Equips consultius i de suport desplegats a l'estranger
En suport dels "Five Pillar Plan," de l'Administració, la DEA va muntar els Equips consultius i de suport desplegats a l'estranger. Els primers dos equips ràpids van arribar a l'Afganistan l'abril de 2005. El programa FAST va millorar directament la plantilla da la DEA i les capacitats a l'Afganistan per identificar, investigar, interrompre o desmantellar droga transnacional que trafiqui a la regió. Els grups FAST proporcionen consell als seus homòlegs afganesos, mentre dirigeixen investigacions bilaterals dirigides a les organitzacions que trafiquen a la regió. Els grups FAST, què tenen suport i en gran part són finançats pel Ministeri de Defensa, també ajuden amb la destrucció de llocs d'emmagatzematge d'opi existents, laboratoris de processament d'heroïna clandestins, i subministraments químics directament relacionats amb les investigacions.
Els grups FAST, que rebien entrenament especialitzat, es desplegaran a Afganistan, dos grups alhora, i alternen cada 120 dies. Els tres grups no alternants romanen a l'Acadèmia d'Entrenament DEA a Quantico, Virginia, on segueixen entrenant-se i proporcionen suport operacional als equips desplegats a l'Afganistan.

## Pressupost
El pressupost DEA de 1998 es dirigia cap a tres dels cinc objectius essencials d'erradicació de droga dels EUA:
- Reducció de la demanda (3,3 milions de dòlars) mitjançant educació anti-legalització de drogues, preparant el personal en temes legals, programes de joventut, suport per a grups comunitaris, i programes esportius de conscienciació de drogues.
- Reducció de crims relacionats amb la droga i violència (181,8 milions de dòlars) finançant equips estatals i locals i equips mòbils.
- Tallant fonts estrangeres i nacionals de subministrament (1014,9 milions) mitjançant erradicació de cannabis domèstic; organismes nacionals; investigació, enginyeria, i operacions tècniques; el Programa d'investigacions cooperatiu a l'estranger; operacions d'intel·ligència i control de desviació de droga i productes químics associats.

## Armes de Foc
Les armes de servei dels agents de la DEA són el Glock 22 i el Glock 23 amb munició de calibre .40, també tenen l'opció d'utilitzar la Smith & Wesson M&P. També fan servir un AR-15 específicament dissenyat per la companyia Rock River Arms. Els agents de la DEA també empren escopetes de policia i tenen el H&K UMP40 al seu arsenal.

## Impacte en el comerç de la droga
El 2005, la DEA capturava 1,4 mil milions de dòlars en béns relacionats amb la droga i 477 milions en drogues. Tanmateix, segons l'Oficina Política de Control de Droga de la Casa Blanca, el valor total de totes les drogues venudes als EUA pujaria a 64 mil milions a l'any, sent de menys d'un 1% eficàcia els esforços de la DEA per interceptar el flux de drogues a dins dels EUA. Els defensors de l'actuació de l'agència sostenen que la DEA ha tingut un efecte positiu més enllà de les seves captures per la pressió sobre els traficants, fent pujar els preus als consumidors que pot reduir l'accessibilitat de les drogues.
Crítics amb aquesta teoria (incloent-hi el Premi Nobel Milton Friedman, abans de la seva mort membre de l'organització anti-prohibició) assenyalen que la demanda de drogues il·legals és inelàstica; la gent que està comprant drogues els continuarà comprant amb poca consideració pel preu, sovint convertint-se en delinqüents per seguir drogant-se quan els preus de droga augmenten. Un estudi recent mostrava que el preu de la cocaïna i de la metamfetamina és el més alt que mai s'hagi conegut mentre que la seva qualitat és en el seu punt més baix. Això és el contrari d'unes dades recollides per l'Oficina de Política de Control de Droga, que manifesta que la puresa de la droga al carrer ha augmentat, mentre que el preu ha disminuït. En el contrast agut amb l'estadística presentada per la DEA, el Departament de Justícia dels Estats Units aportava dades el 2003 que mostraven que la puresa de metampfetamina era a l'alça. Ironicàment, aquesta informació va ser proporcionada a l'USDOJ per la DEA.

## Registre de Narcòtics
La DEA té un sistema de registre que autoritza l'accés de professionals mèdics, investigadors i fabricants a la "llista de drogues i substàncies controlades". Els registrants autoritzats reben un "número DEA". Una entitat que ha rebut un número DEA és autoritzada a fabricar (empreses farmaceutiques), distribuir, investigar, prescriure (doctors, infermeres, ajudants de metges, etc.) o repartir (farmàcia) una substància controlada.

## Sistema de control
Molts problemes associats amb la drogoaddicció ho són per substàncies controlades legítimament que es desvien del seu propòsit legal al narcotràfic il·lícit. De molts dels narcòtics, antidepressius i estimulants fabricats per a l'ús mèdic legítim se n'abusa, i això ha portat a tenir-les sota control legal. L'objectiu dels controls és assegurar que aquestes "substàncies controlades" estiguin realment disponibles per a ús mèdic, i s'evita la seva distribució per a la venda il·lícita i l'abús.
Sota les lleis federals, tots els negocis que fabriquen o distribueixen drogues controlades, tots els professionals de salut autoritzats a dispensar, administrar o prescriure, i totes les farmàcies han de registrar-se amb la DEA. Els registrants han de complir una sèrie de requisits reguladors sobre seguretat, responsabilitat, i estàndards amb drogues
Totes aquestes investigacions són dirigides per Investigadors de Desviació (DIs). Les investigacions DIs permeten descobrir i investigar fonts sospitoses de desviació i prendre accions civils i administratives.

## Crítica

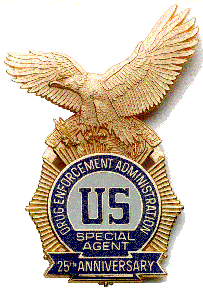
Distintiu del 25è aniversari de la DEA

La DEA ha estat criticada per posar mesures altament restrictives en unes quantes drogues que els investigadors consideren poden tenir usos mèdics en els camps de farmacologia i medicina. Els crítics afirmen que algunes decisions són motivades principalment per factors polítics que provenen de la guerra del govern dels EUA contra les drogues, i que molts beneficis d'algunes substàncies romanguin desconeguts a causa de la dificultat de dirigir les investigacions científiques. Un contrapunt a aquella crítica és que sota l'Acta de Substàncies Controlades hi ha el Departament de Salut i Serveis Humans (a través de l'Administració d'alimentació i drogues i l'Institut Nacional sobre abusos de les drogues), no la DEA, que té la responsabilitat legal per prendre decisions científiques i mèdiques respecte a la planificació de drogues; cap droga no es pot planificar si el Secretari de Salut i Serveis Humans ho desaconsella amb una base científica o mèdica, i cap droga no es pot posar en la llista més restrictiva (Llista I) si el DHHS troba que la droga té un ús mèdic acceptat.
La DEA també és criticada per centrar-se en les operacions on pot agafar la majoria dels diners, és a dir la frontera del crim organitzat que trafica amb heroïna i cocaïna. Alguns recomanen que, d'acord amb la seva extensió, la DEA hauria d'estar més centrat en marihuana. Altres suggereixen que, d'acord amb la popularitat de l'opi, la DEA s'hauria de centrar molt més en la prescripció incontrolada d'opiacis, que afirmen és molt més estesa que l'ús de l'heroïna. Algunes substàncies perseguides són extremadament rares, sense cap raó clara, com ara el "4-methyl-aminorex" o la "bufotenina".
Altres, com l'Institut Cato i la Drug Policy Alliance critiquen la mateixa existència de la DEA i la Guerra contra les drogues, i al contrari, sostenen, lligat al concepte de llibertats civils, que qualsevol hauria de ser lliure de posar-se qualsevol substància als seu propi cos per qualsevol raó, especialment quan les drogues legals com l'alcohol, el tabac i la prescripció de determinats medicaments són també obertes a l'abús.
Recurrentment, es gasten anualment milers de milions de dòlars, centrant-se en gran part en dret penal i campanyes que demanen defugir el consum, la qual cosa ha suposat l'empresonament de milers de ciutadans dels EUA. La demanda de drogues recreatives és una mica estàtica, igual com el mercat per a la majoria de les drogues il·legals que està saturat, forçant els càrtels a expandir el seu mercat a Europa i altres àrees diferents dels Estats Units.
La llei federal dels EUA actualment considera el cannabis com a droga de tipus I, i és àmpliament disponible en moltes àrees urbanes, suburbanes i fins i tot rurals dels Estats Units, cosa que fa que els defensors de legalització de droga afirmin que les lleis sobre la droga, com la majoria de les altres lleis, tenen poc efecte sobre els que decideixen no fer-ne cas, i que els recursos que es gasten en les lleis, són malgastats. En referència a la DEA específicament, la majoria d'arrestos individuals per possessió de droga il·legal i distribució són tenen poca incidència i són fets en aplicació de lleis locals, mentre la DEA tendeix a centrar-se en xarxes de distribució internacionals i els membres més importants de tals organitzacions.
Alguns grups defensen la legalització de certes substàncies controlades amb la idea que fer això pugui fer reduir el volum del tràfic il·lícit, que s'associa amb el delicte, de la mateixa forma que suposa una font d'impostos, encara que alguns dels resultats de legalització de droga han suscitat dubte sobre algunes d'aquestes creences. Per exemple, la marihuana està ara disponible com a agent pal·liatiu, al Canadà, amb una prescripció mèdica. Encara un 86% de canadencs amb Sida, que hi tenen accés, continuen obtenint marihuana il·legalment Tanmateix, això podria ser degut a la disponibilitat o qualitat de cannabis il·legal comparat amb les provisions del govern. Els impediments burocràtics també poden dissuadir els pacients d'intentar rebre'n del govern.
La DEA va ser acusada el 2005 pel govern veneçolà de col·laborar amb traficants de droga, després que el President Hugo Chávez va decidir acabar amb qualsevol col·laboració amb l'agència. El 2007, el Departament d'Estat dels Estats Units criticava Veneçuela al seu informe anual sobre el tràfic de droga, i el Ministre veneçolà de Justícia reiterava les acusacions: Una gran quantitat de remeses de droga deixaven el país a través d'aquella organització,...[]..Estem en presència d'un nou càrtel de la droga.
Als Països Baixos, tant el Govern holandès com la DEA han estat criticats per violacions de la sobirania holandesa en investigacions sobre la droga. Segons Peter R. de Vries, un periodista holandès present al judici de 2005 d'Henk Orlando Rommy, la DEA ha admès activitats en terra holandesa. Abans, l'aleshores ministre de justícia Piet Hein Donner, havia rebutjat al parlament holandès el permís que havia donat a la DEA per a algunes activitats, que hauria estat un requisit de les lleis holandesas per permetre als agents estrangers actuar el territori.

## Atacs a dispensatoris mèdics de marihuana

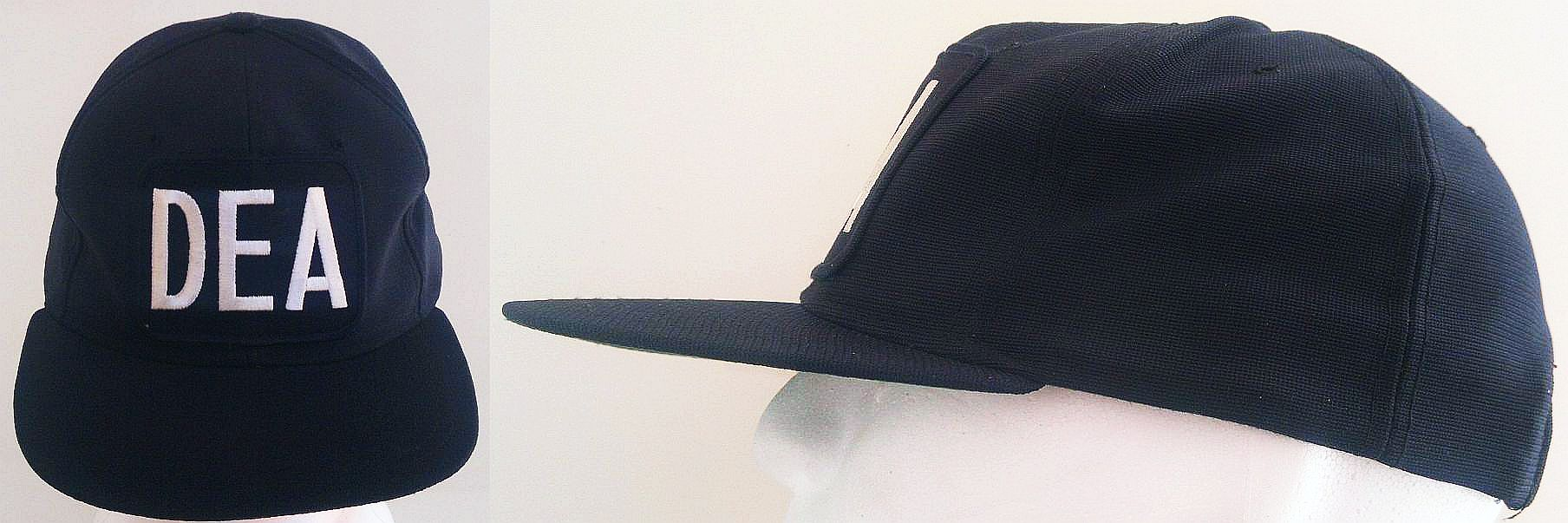
Gorra tipus beisbol amb l'acrònim de la Drug Enforcement Administration

La DEA ha pres una posició especialment dura sobre l'aplicació de l'Acta sobre Substàncies Controlades en persones i organitzacions que permeten el cultiu mèdic de cannabis i la seva distribució. El poble de Califòrnia i el Comtat de Santa Cruz ha donat suport de manera aclaparadora a dispensar marihuana mèdica per a gent que té malalties serioses, deia el Supervisor del comtat Mardi Wormhoudt al San Francisco Gate. "Aquesta gent és gent amb sida i càncer i altres malalties greus. Atacar aquesta gent, que treballa col·lectivament i mai no ha agafat diners pel seu treball, és escandalós."
Malgrat el fet que Wo/ Men's Alliance for Medical Marijuana mai no ha comprat o no ha venut marihuana, la DEA encara atacava aquest col·lectiu de pacients malalts terminals. Com a resultat, el Wo/ Men's Alliance for Medical Marijuana, amb la Ciutat i Comtat de Santa Cruz, ha demandat la DEA, el Procurador General Michael Mukasey, i l'ONDCP. La més recent decisió del jutjat rebutjava la moció desestimatòria del govern. L'ACLU aplaudia la decisió com "a first-of-its-kind ruling que governava."
Darrerament, la DEA ha intensificat els seus esforços sobre els col·lectivitats de cannabis mèdic de l'àrea de Los Angeles que tant han proliferat.
El 25 de juliol de 2007, la DEA atacava el Grup de Pacients de Califòrnia, a Hollywood, Califòrnia. Abans d'aquell dia, aquells col·lectius van participar en una conferència de premsa amb la City Councilmembers on anunciaven la intenció de la Ciutat de regular els col·lectiu i on demanaven que la DEA aturés els atacs contra els col·lectius mentre la Ciutat redactava les normatives.

## Administradors
Aquesta taula llista tots els Administradors de la DEA, les seves dades de servei, i sota quina administració servien.
| Administrador         | Etapa      | Administració        |
| --------------------- | ---------- | -------------------- |
| John R. Bartels, Jr.  | 1973–1975  | Nixon, Ford          |
| Peter B. Bensinger    | 1976–1981  | Ford, Carter, Reagan |
| Francis M. Mullen     | 1981–1985. | Reagan               |
| John C. Lawn          | 1985–1990  | Reagan, G.H.W. Bush  |
| Robert C. Bonner      | 1990–1993  | G.H.W. Bush, Clinton |
| Stephen H. Greene     | 1993–1994  | Clinton              |
| Thomas A. Constantine | 1994–1999  | Clinton              |
| Donnie R. Marshall    | 1999–2001  | Clinton, G.W. Bush   |
| Asa Hutchinson        | 2001–2003  | G.W. Bush            |
| Karen Tandy           | 2003–2007  | G.W. Bush            |
| Michele Leonhart      | 2007–2015  | G.W. Bush, Obama     |
| Chuck Rosenberg       | 2015-      | Obama                |